# Gallotia intermedia
Gallotia intermedia là một loài thằn lằn trong họ Lacertidae. Loài này được Barrbadillo, Lacoba, Pérez-Mellado, Sancho Et López-Jurado mô tả khoa học đầu tiên năm 2000.